# Hecla (Dél-Dakota)
Hecla város az Amerikai Egyesült Államok Dél-Dakota államában, Brown megyében. Lakosainak száma 193 fő (2020. április 1.).

## Népesség
A település népességének változása:

| 2010 | 227 |
| 2020 | 193 |